# HWWI-Rohstoffpreisindex
Der HWWI-Rohstoffpreisindex (HWWI: Hamburgisches WeltWirtschaftsInstitut) ist ein umfassender aktueller Indikator für die Preisentwicklungen auf den Weltrohstoffmärkten des HWWI. Der Index wird auf US-Dollar- und auf Euro-Basis berechnet.
Im HWWI-Rohstoffpreisindex sind die wichtigen international gehandelten Rohstoffe enthalten – insgesamt 31 Rohstoffe, wie zum Beispiel Rohöl, Baumwolle, Kaffee, Zucker.
Bei der Auswahl des Warenkorbs wurde angestrebt, nur unbearbeitete oder wenig bearbeitete Waren einzubeziehen. Dabei waren bestehende Handelsusancen zu beachten. So werden NE-Metalle nicht in der primären Bearbeitungsstufe als Erz, sondern in einer höheren Verarbeitungsstufe als Metalle an den Warenbörsen gehandelt und entsprechend repräsentative Preisnotierungen veröffentlicht. Abfallstoffe bzw. Sekundärstoffe bleiben unberücksichtigt – mit der Ausnahme von Stahlschrott, der in die Produktion wie ein Rohstoff eingeht. 
Die einzelnen Rohstoffe im HWWI-Rohstoffpreisindex sind mit ihren Anteilen an den gesamten Rohstoffimporten der OECD-Länder gewichtet. Beim Index „Euroland“ dienen die Importe der Mitglieder aus Drittländern als Gewichte. 